# Sant'Ippolito
Sant'Ippolito es una localidad y comune italiana de la provincia de Pesaro y Urbino, región de las Marcas, con 1612 habitantes.

## Evolución demográfica
| Gráfica de evolución demográfica de Sant'Ippolito entre 1861 y 2001 |
|                                                                     |
| Fuente ISTAT - elaboración gráfica de Wikipedia                     |